# Szimultán elcukrosítás és fermentáció
A szimultán elcukrosítás és fermentáció (SSF) egy olyan biotechnológiai eljárás, ahol a hosszú szénláncú cukor polimerek (pl. cellulóz) enzimes degradációja, valamint az így keletkező egyszerű cukrok mikroorganizmusokkal történő fermentációja egy időben – szimultán módon – zajlik le. A folyamat nagy mértékben megnövelheti a folyamat gazdaságosságát azáltal, hogy jelentősen lecsökkenti a folyamat teljes idejét. A folyamat akkor valósítható meg, ha az enzimes folyamat és a mikrobiológiai folyamat közel azonos körülmények között játszódik le, különös tekintettel a hőmérsékletre, valamint a pH-ra. A kulcskérdés a megvalósíthatóság szempontjából, hogy a két folyamat az adott körülmények között közel azonos sebességgel haladjon. Fontos szerepet játszik tehát az enzimaktivitás, valamint a biológiai reakció sebességének viszonya és pontos beállítása.

## Felhasználási területek
A szimultán elcukrosítás és fermentáció folyamata a legtöbb esetben még kísérleti fázisban van. Az elvet már alkalmazzák elvétve gyógyszerek előállításánál, az élelmiszeriparban, azon belül is a tejiparban. Intenzív kutatások folynak a bioetanol előállítása terén a szimultán megvalósítással, ezen belül is főleg a második generációs – azaz a cellulóz alapú – bioetanol-gyártás esetén.